# Le grandi storie della fantascienza 2
Le grandi storie della fantascienza 2 (titolo originale Isaac Asimov Presents the Great SF Stories 2 (1940)) è il secondo volume dell'antologia di racconti di fantascienza Le grandi storie della fantascienza raccolti e commentati da Isaac Asimov e Martin H. Greenberg per far conoscere maggiormente i racconti della Golden Age (Età d'oro) della fantascienza, che va dal 1939 al 1963.
I testi dei racconti di Robert A. Heinlein non sono presenti perché non fu raggiunto un accordo per la loro pubblicazione, come spiegato all'interno del volume.

## Titoli
1. Requiem di Robert A. Heinlein[1] (gennaio) (testo mancante)
2. La sfera che rimpiccioliva di Willard E. Hawkins[1] (marzo)
3. La pistola automatica di Fritz Leiber[2] (maggio)
4. Il senno del poi di Jack Williamson[1] (maggio)
5. Fermo Posta-Paradiso di Robert Arthur[3] (giugno)
6. Coventry di Robert A. Heinlein[1] (luglio) (testo mancante)
7. Nella tenebra di Ross Rocklynne[4] (giugno)
8. Missione sconosciuta di Lester del Rey[1] (luglio)
9. La cosa di Theodore Sturgeon[5] (agosto)
10. La cripta della Bestia di A. E. van Vogt[1] (agosto)
11. La strada impossibile di Oscar J. Friend[6] (agosto)
12. Quietus di Ross Rocklynne[1] (settembre)
13. A volte esplodono di Robert A. Heinlein[1] (settembre) (testo mancante)
14. Uno strano compagno di giochi di Isaac Asimov[7] (settembre)
15. La razza guerriera di L. Sprague De Camp[1] (ottobre)
16. Addio al padrone di Harry Bates[1] (ottobre)
17. Il butile e il Respiratore d'Etere di Theodore Sturgeon[1] (ottobre)
18. Potenziamento di L. Sprague De Camp[1] (novembre)
19. Il vecchio Mulligan di P. Schuyler Miller[1] (dicembre)

## Edizioni
- (EN) Isaac Asimov e Martin H. Greenberg (a cura di), Isaac Asimov Presents the Great SF Stories 2 (1940), 1979.
- Isaac Asimov e Martin H. Greenberg (a cura di), Le grandi storie della fantascienza 2, traduzione di Roberta Rambelli, collana I Grandi Tascabili Bompiani n° 117, Bompiani, 1989, ISBN 88-452-1501-6.